# Sepsis nepalensis
Sepsis nepalensis är en tvåvingeart som beskrevs av Enrico Adelelmo Brunetti 1910. Sepsis nepalensis ingår i släktet Sepsis och familjen svängflugor. Inga underarter finns listade i Catalogue of Life.